# Cyphellocalathus cecropiae
Cyphellocalathus cecropiae är en svampart som först beskrevs av Rolf Singer, och fick sitt nu gällande namn av Agerer 1981. Cyphellocalathus cecropiae ingår i släktet Cyphellocalathus och familjen Tricholomataceae.   Inga underarter finns listade i Catalogue of Life.